# Argyripnus brocki
Argyripnus brocki är en fiskart som beskrevs av Struhsaker, 1973. Argyripnus brocki ingår i släktet Argyripnus och familjen pärlemorfiskar. Inga underarter finns listade i Catalogue of Life.